# Orlando Brandes
Orlando Brandes (ur. 13 kwietnia 1946 w Urubici) – brazylijski duchowny katolicki, arcybiskup Aparecidy od 2017.

## Życiorys
6 lipca 1974 otrzymał święcenia kapłańskie i został inkardynowany do diecezji Lages. Przez wiele lat pracował w instytucie teologicznym Santa Catarina w Florianópolis. Był także m.in. rektorem części teologicznej seminarium w tymże mieście oraz ojcem duchownym seminarium w Joinville.
9 marca 1994 został mianowany biskupem ordynariuszem diecezji Joinville. Sakry biskupiej udzielił mu bp João Oneres Marchiori.
10 maja 2006 papież Benedykt XVI mianował go ordynariuszem archidiecezji Londrina. 23 lipca 2006 kanonicznie objął urząd.
16 listopada 2016 abp Brandes został mianowany arcybiskupem metropolitą Aparecidy. Ingres odbył się 21 stycznia 2017.